# Nasser Givehchi
Nasser Givehchi (pers. ناصر گیوه چی; ur. 12 listopada 1932 w Teheranie, zm. 16 maja 2017 tamże) – irański zapaśnik walczący w stylu wolnym. Dwukrotny olimpijczyk. Srebrny medalista z Helsinek 1952; szósty w Melbourne 1956. Walczył w kategorii 62 kg.
Piąty na mistrzostwach świata w 1954. Trzeci na igrzyskach azjatyckich w 1958 roku.